# Kabinet-Oduber III
Het kabinet-Oduber III was het kabinet van Aruba tussen 2001 en 2005. Nelson Oduber is de minister-president. Het kabinet kwam aan de macht op 30 oktober 2001, na de vervroegde verkiezingen van 28 september. Bij deze verkiezingen haalde de Movimiento Electoral di Pueblo (MEP) de absolute meerderheid in de Staten van Aruba met 12 van de 21 zetels. Het voltallig kabinet bestond uit MEP-bewindslieden. Na 8 november 2005 werd dit kabinet opgevolgd door het vierde kabinet Oduber.

## Ministers
| Minister-President en Algemene Zaken | Nelson Oduber                                                                  |
| Economische Zaken en Financiën       | Nilo Swaen                                                                     |
| Onderwijs en Administratieve Zaken   | Frido Croes (vanaf 1 mei 2004) Fredis Refunjol (werd gouverneur op 1 mei 2004) |
| Justitie                             | Rudy Croes                                                                     |
| Toerisme en Transport                | Edison Briesen                                                                 |
| Arbeid, Cultuur en Sport             | Ramon Lee                                                                      |
| Sociale Zaken en Infrastructuur      | Marisol Lopez-Tromp                                                            |
| Volksgezondheid en Milieu            | Candelario "Booshi" Wever                                                      |

Ella Tromp-Yarzagaray is Gevolmachtigd minister van Aruba in Nederland.
Henny Eman I ·
Oduber I ·
Oduber II ·
Henny Eman II ·
Henny Eman III ·
Oduber III ·
Oduber IV ·
Mike Eman I · 
Mike Eman II · 
Wever-Croes I · 
Wever-Croes II